# دين بوزانيس
دين بوزانيس (بالإنجليزية: Dean Bouzanis) مواليد 2 أكتوبر 1990 في سيدني، هو لاعب كرة قدم أسترالي يلعب مع نادي وسترن سيدني واندررز لكرة القدم كحارس مرمى.

## المسيرة الاحترافية

### أندية لعب لها
- نادي ليفربول
- أريس تسالونيكي
- نادي وسترن سيدني واندررز لكرة القدم

## روابط خارجية
- دين بوزانيس على موقع الاتحاد الدولي (مؤرشف)  (الإنجليزية)
- دين بوزانيس على موقع قاعدة بيانات كرة القدم.إي يو (الإنجليزية)
- دين بوزانيس على موقع Soccerbase.com (لاعب) (الإنجليزية)
- دين بوزانيس على موقع Soccerway.com (الإنجليزية)
- دين بوزانيس على موقع عالم كرة القدم.نت (الإنجليزية)